# Mercedes Pardo (Malerin)
Mercedes Pardo (* 20. Juli 1921 in Caracas; † 24. März 2005 in San Antonio de Los Altos) war eine venezolanische Malerin.
Pardo studierte an der Academia de Bellas Artes sowie der Escuela de Artes Plásticas y Artes Aplicadas und vervollkommnete ihre Ausbildung an der Kunstschule des Louvre sowie in der Werkstatt von André Lhote in Paris. Mehrere Jahre lebte sie auch in Santiago de Chile. Ihre Werke wurden in den großen Museen ihres Landes sowie im Museo de Arte Moderno in Mexiko ausgestellt und sie nahm an der V. Bienal de Sao Paulo, der 31 Biennale di Venezia und der I Bienal de Grabado in Puerto Rico teil. Ihre Gemälde finden sich in den Sammlungen des Museo de Arte Contemporáneo, des Museo de Bellas Artes und der Galería de Arte Nacional in Caracas sowie in in- und ausländischen Privatsammlungen. 1978 wurde sie mit dem Premio Nacional de Artes Plásticas ausgezeichnet.